# 3434 Hurless
3434 Hurless là một tiểu hành tinh vành đai chính được đặt tên cho Carolyn Hurless mất ngày 13 tháng 2 năm 1987. Bà đã có hơn 79,000 cuộc khảo sát thiên văn từ năm 1959.